# Countryman
Het merk Countryman is vooral bekend van hun dasspeld en headset microfoons, wat tevens hun hoofdproduct is. De fabrikant maakt echter ook DI-boxen en discussie microfoons.

## Verkoop en distributie
Door sommigen wordt aangenomen dat het merk Countryman een onderdeel is van Shure, maar dit is onjuist. Shure is wel een van de distributiekanalen van de WCE6-, WCB6- en WCE6i-microfoon en de DI-box Type 85. Maar deze worden wel degelijk door Countryman zelf gemaakt. Alle garantie en service gaat dan ook gewoon via Countryman. Ook in Nederland wordt Countryman via dezelfde kanalen verkocht als Shure.

## Producten
Het meest verkochte product van countryman is de E6, die in verschillende versies te verkrijgen is:
- E6 Flex Omni Earset
- E6 Omni Earset
- E6i Omni Earset
- E6 Flex Directional Earset
- E6 Directional Earset
- E6i Directional Earset
- E6s Omni Compact Earset